# لوتشيانو دي سوزا
لوتشيانو دي سوزا (بالبرتغالية: Luciano de Souza‏) (21 أغسطس 1972 في البرازيل - ) هو مدرب كرة قدم ولاعب كرة قدم برازيلي في مركز الوسط. لعب مع أيل ليماسول وباس جيانينا وجمعية بورتوغيزا الرياضية وسكودا زانثي ونادي أتروميتوس ونادي أولمبياكوس ونادي إنترناسيونال ونادي بانيونيوس ونادي باوك ونادي سانتوس ونادي كورينثيانز ونادي باناتشايكي ‏ وKastoria 1980 F.C. ‏ وPanachaiki G.E. ‏ وPanionios G.S.S. ‏ والنادي الرياضي بكالوني ونادي ساو خوسيه.

## وصلات خارجية
- لوتشيانو دي سوزا على موقع قاعدة بيانات كرة القدم.إي يو (الإنجليزية)